# جيس شتاينمان
جيس شتاينمان (بالهولندية: Gijs Steinmann)‏ هو لاعب كرة قدم هولندي في مركز الدفاع، ولد في 2 أبريل 1961 في أوترخت في هولندا. لعب مع إي زد ألكمار ودندي يونايتد ودين بوستش وغو أهد إيغلز ونادي أوترخت.